# Apomecyna obliquevitticollis
Apomecyna obliquevitticollis là một loài bọ cánh cứng trong họ Cerambycidae.